# Тополь Сергій Станіславович
Сергій Станіславович Тополь (рос. Сергей Станиславович Тополь; 15 лютого 1985, м. Омськ, СРСР) — російський хокеїст, лівий/центральний нападник. Виступає за «Гомель» у Білоруський екстралізі. 
Вихованець хокейної школи «Авангард» (Омськ). Виступав за «Авангард» (Омськ), «Мечел» (Челябінськ), «Автомобіліст» (Єкатеринбург), «Єрмак» (Ангарськ), «Металург» (Новокузнецьк), «Молот-Прикам'я» (Перм), «Витязь» (Подольськ), «Титан» (Клин), «Рубін» (Тюмень), «Супутник» (Нижній Тагіл), «Сариарка».
Досягнення
- Чемпіон Росії — 2004.